# Afrykański exodus
Afrykański exodus (ang. African Exodus. The Origins of Modern Humanity) – książka autorstwa Christophera Stringera i Robina McKie, wydana w 1997 nakładem wydawnictwa Henry Holt & Company. Przekład polski Andrzeja Jacka Tomaszewskiego ukazał się w 1999 nakładem wydawnictwa Prószyński i S-ka.
Książka omawia i udowadnia teorię popularnie nazywaną "afrykańskim exodusem" (stąd tytuł, zob. teoria wyjścia z Afryki), według której gatunek Homo sapiens powstał około 200 tys. lat w Afryce z miejscowych populacji wcześniejszych hominidów, podczas gdy wszystkie linie rozwojowe innych gatunków hominidów, które opuściły Afrykę i zasiedliły Azję lub Europę wymarły. Dopiero po ukształtowaniu się gatunku Homo sapiens w Afryce, gatunek ten zaczął rozprzestrzeniać się na inne kontynenty, nie krzyżując się z innymi hominidami.  Teorię tę autorzy przeciwstawiają multiregionalnej koncepcji pochodzenia człowieka współczesnego, według której obecne rasy powstały przynajmniej w części z krzyżowania się miejscowych populacji innych gatunków hominidów (np. Homo erectus, neandertalczyk) z Homo sapiens. Na poparcie teorii afrykańskiego exodusu przytaczają szereg dowodów od znalezisk paleontologicznych po analizy genetyczne, wykazujące genetyczne podobieństwo wszystkich współczesnych ludzi.